# 과일 케첩

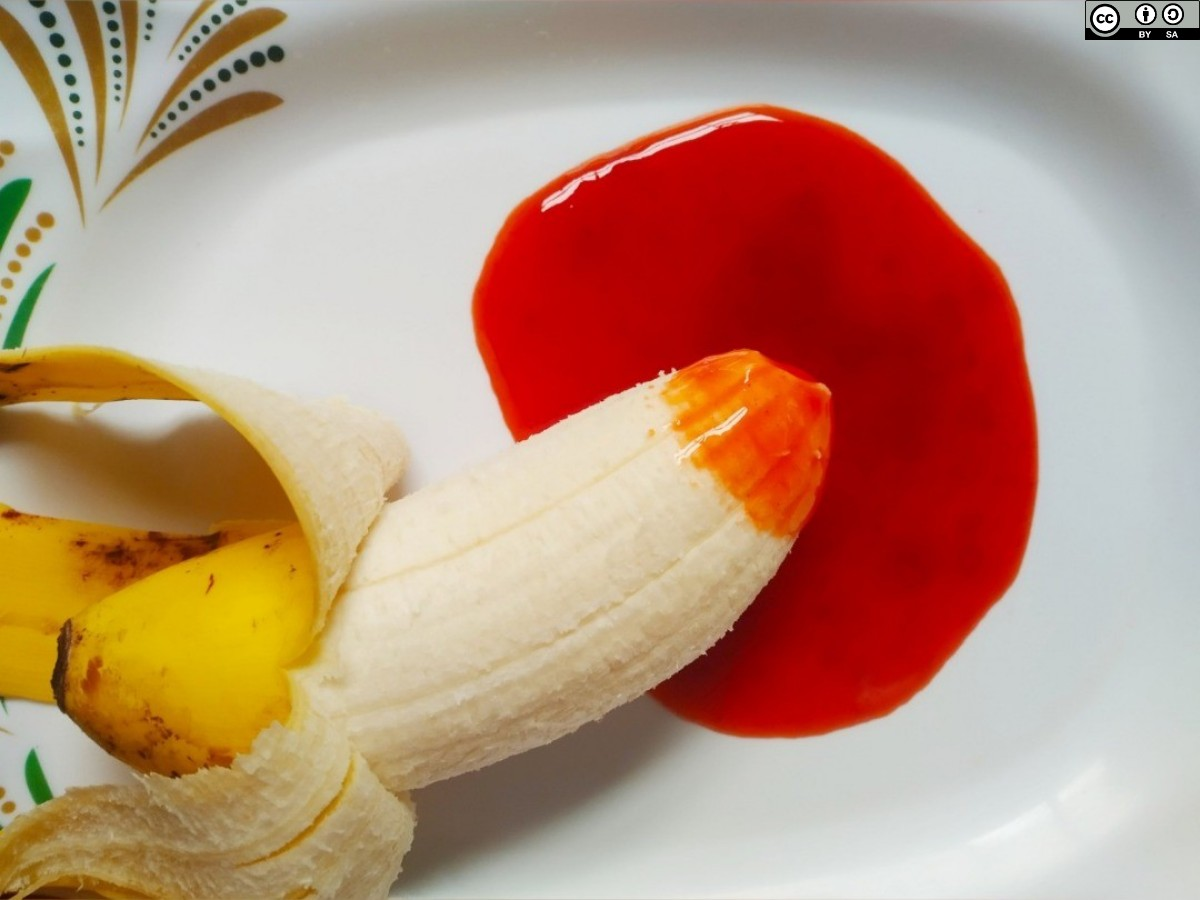
바나나 케첩과 바나나

과일 케첩은 토마토가 아닌 과일을 주재료 하여 만든 케첩이다. 토마토 케첩처럼 쓰인다. 필리핀에서는 바나나 케첩이 흔히 쓰인다.

## 종류
- 바나나 케첩

## 같이 보기
- 케찹
- 버섯 케첩
- 토마토 케첩